# Crepes & Waffles
Crepes & Waffles ist eine kolumbianische Restaurantkette. Sie gehört zu den erfolgreichsten Unternehmen des Landes und hat mittlerweile Filialen in mehreren südamerikanischen Ländern sowie seit 2001 eine Filiale in Madrid. Das Unternehmen, das anfangs im Rahmen eines Studienprojekts gegründet wurde, ist heute eine international bekannte Gastronomie mit sozialer und ökologischer Verantwortung.

## Geschichte
Crepes & Waffles wurde am 13. April 1980 in Bogotá gegründet. Die beiden Studierenden Beatríz Fernández und Eduardo Macía eröffneten dort, in der Garage des ehemaligen Geschäftshauses von Fernández Vater ihr erstes kleines Lokal, in dem sie französische Crêpes verkauften. Der Vater war Importeur für ausländische Spirituosen und Lebensmittel und zuvor insolvent gegangen, sodass die Räumlichkeiten frei wurden. Als Antwort auf die Folgen des jahrzehntelangen Krieges zwischen dem Staat, der Farc Guerilla, anderen paramilitärischen Gruppen und Drogenbanden sowie eines tiefverwurzelten Machismo, stellten die beiden überwiegend alleinerziehende Mütter ein. Bei Auslandsaufenthalten in Montreal und der Schweiz lernten die Gründerinnen die Crêpes Kultur kennen. Dieses für die kolumbianische Bevölkerung bis dahin weitestgehend unbekannte Essen sollte durch moderate Preise auch jenen zugänglich sein, die sonst kein Geld dafür hatten.

## Unternehmen
Crepes & Waffles ist zu einem internationalen Franchise-Unternehmen angewachsen, das in 133 Filialen in Kolumbien (93 Restaurants und 40 Eisdielen) 6100 Mitarbeiter beschäftigt. In 26 Filialen in Mexiko, Ecuador, Chile, Panama und Spanien arbeiten 600 Beschäftigte. 90 Prozent der 6100 Mitarbeiter sind Frauen und die meisten alleinerziehend. Von den wenigen Männern, die im Unternehmen arbeiten, sind die meisten ebenfalls alleinerziehende Väter.
Crepes & Waffles ist Vorreiter bezüglich der sozialen Verantwortung von Unternehmen. Es zahlt fünf Prozent mehr als den gesetzlichen kolumbianischen Mindestlohn von umgerechnet 236,60 Euro im Monat. Darüber hinaus bieten sie ihren Angestellten private Krankenversicherung für sich und ihre Kinder, verschiedene Bildungsangebote und Kunstkurse sowie zinslose Kredite für Wohnungsbau oder Notsituationen. Um einen sicheren Heimweg zu unterstützen, bezahlt das Unternehmen ein Taxi, wenn die Angestellten Spätdienst haben oder organisiert einen eigenen Bustransport während der normalen Schichten.

## Kritik
Obwohl das Unternehmen sich für eine Verbesserung der sozioökonomischen Situation der Angestellten einsetzt, gebe es jedoch keine Gewerkschaften, die die Interessen der Angestellten schützen könnten. Außerdem gebe es bei Crepes & Waffles keine Teilzeitmodelle, die die alleinerziehenden Mütter und Väter zusätzlich entlasten könnten.

## Nachhaltigkeit
Lange Zeit wurde kritisiert, dass Crepes & Waffles verpasst habe, sich dem Thema Nachhaltigkeit zu widmen. Mit dem Einstieg des Sohnes Felipe Macía 2012 änderte sich diese Tatsache allerdings. Heute sind Crepes & Waffles Mitglied im Business Call to Action (BCtA). Sie haben sich damit verpflichtet, das Einkommen von 100 Kleinbauern in der Region Montes de Maria in Kolumbien bis 2020 nachhaltig zu verbessern. Ein weiterer Bestandteil des Abkommens ist es, weite Teile des Trockenwaldes des Landes zu regenerieren, indem bessere Bedingungen für den Wasserschutz geschaffen werden. So soll die Widerstandsfähigkeit der Landwirtschaft und die Ernährungssicherheit gefördert werden. Durch den direkten und fairen Einkauf von Cuarentano-Bohnen verfolgt Crepes & Waffeln ein integratives Geschäftsmodell, dass Kleinbauern wirtschaftliche Chancen eröffnet, indem es einen kontinuierlichen Einkommensstrom und einen stabilen Preis für die Bohnen garantiert. 2017 war Crepes & Waffles die erfolgreichste Unternehmensgruppe des Landes im Gastronomie-Sektor und laut der Studie Merco Talento aus dem Jahre 2018 das Unternehmen mit dem zufriedensten Personal.
Als Reaktion auf die COVID-19-Pandemie 2020 weitete das Unternehmen das Angebot durch die Einführung eines Bringdienstes aus, der mit Elektrorollern ausgestattet wurde.